# Critérium du Dauphiné 2022
La 74e édition du Critérium du Dauphiné a lieu du 5 au 12 juin 2022. La course se déroule sur un format de huit étapes, au départ de La Voulte-sur-Rhône.
L'épreuve fait partie du calendrier UCI World Tour 2022 en catégorie 2.UWT.

## Présentation

### Parcours
Les 5 premières étapes se disputent entre Ardèche et Saône-et-Loire, les 3 dernières en rive gauche du Rhône, entre la Drôme et les Alpes. Le profil, vallonné en début de semaine se termine en montagne. Seul le contre-la-montre individuel de la 4e étape, long de près de 32 km, ne présente pas de dénivelé, entre Montbrison et le Château de la Bâtie d'Urfé, sur la commune de Saint-Étienne-le-Molard.

### Équipes
Vingt-deux équipes participent à ce Critérium du Dauphiné - les 18 WorldTeams et 4 ProTeams :
| WorldTeams (18)- AG2R Citroën Team - Astana Qazaqstan Team - Bahrain Victorious - Bora-Hansgrohe - Cofidis - EF Education-EasyPost - Groupama-FDJ - Ineos Grenadiers - Intermarché-Wanty-Gobert Matériaux - Israel-Premier Tech - Jumbo-Visma - Lotto-Soudal - Movistar Team - Quick-Step Alpha Vinyl - BikeExchange-Jayco - Team DSM - Trek-Segafredo - UAE Team Emirates ProTeams (4)- Arkéa-Samsic - B&B Hotels-KTM - TotalEnergies - Uno-X Pro Cycling Team |
| |

## Étapes
| Étape     | Date    | Villes étapes                            | type                        | Distance (km) | Dénivelé (m) | Vainqueur d'étape | Leader du classement général |
| --------- | ------- | ---------------------------------------- | --------------------------- | ------------- | ------------ | ----------------- | ---------------------------- |
| 1re étape | 5 juin  | La Voulte-sur-Rhône – Beauchastel        | étape vallonnée             | 191,8         | 2 473 m      | Wout van Aert     | Wout van Aert                |
| 2e étape  | 6 juin  | Saint-Péray – Brives-Charensac           | étape vallonnée             | 169,8         | 2 956 m      | Alexis Vuillermoz | Alexis Vuillermoz            |
| 3e étape  | 7 juin  | Saint-Paulien – Chastreix-Sancy          | étape vallonnée             | 164           | 2 707 m      | David Gaudu       | Wout van Aert                |
| 4e étape  | 8 juin  | Montbrison – château de la Bastie d'Urfé | contre-la-montre individuel | 31,9          | 96 m         | Filippo Ganna     | Wout van Aert                |
| 5e étape  | 9 juin  | Thizy-les-Bourgs – Chaintré              | étape vallonnée             | 162,3         | 1 991 m      | Wout van Aert     | Wout van Aert                |
| 6e étape  | 10 juin | Rives – Gap                              | étape de moyenne montagne   | 196,4         | 2 958 m      | Valentin Ferron   | Wout van Aert                |
| 7e étape  | 11 juin | Saint-Chaffrey – Vaujany                 | étape de montagne           | 134,8         | 3 828 m      | Carlos Verona     | Primož Roglič                |
| 8e étape  | 12 juin | Saint-Alban-Leysse – col de Solaison     | étape de montagne           | 139,2         | 3 782 m      | Jonas Vingegaard  | Primož Roglič                |

## Classement par étapes

### 1reétape
Deux boucles sont prévues pour le parcours de la première étape de cette édition 2022, avec un premier passage sur la ligne d'arrivée au 62e kilomètre. Après avoir gravi le col de Leyrisse et le col des Baraques, le peloton effectuera également deux passages par la côte du Chambon de Bavas, longue de 4,8 km à 5,2 % de moyenne.
| \| Classement de l'étape \| Classement de l'étape \| Classement de l'étape \| Classement de l'étape \| Classement de l'étape \| \| Coureur \| Coureur \| Pays \| Équipe \| Temps \| \| --------------------- \| --------------------- \| --------------------- \| ---------------------------------- \| --------------------- \| \| 1er \| Wout van Aert \| Belgique \| Jumbo-Visma \| 4 h 37 min 31 s \| \| 2e \| Ethan Hayter \| Royaume-Uni \| Ineos Grenadiers \| + 0 s \| \| 3e \| Sean Quinn \| États-Unis \| EF Education-EasyPost \| + 0 s \| \| 4e \| Hugo Page \| France \| Intermarché-Wanty-Gobert Matériaux \| + 0 s \| \| 5e \| Edvald Boasson Hagen \| Norvège \| TotalEnergies \| + 0 s \| \| 6e \| Jasper Stuyven \| Belgique \| Trek-Segafredo \| + 0 s \| \| 7e \| Clément Venturini \| France \| AG2R Citroën Team \| + 0 s \| \| 8e \| Maxim Van Gils \| Belgique \| Lotto-Soudal \| + 0 s \| \| 9e \| Benjamin Thomas \| France \| Cofidis \| + 0 s \| \| 10e \| Jannik Steimle \| Allemagne \| Quick-Step Alpha Vinyl \| + 0 s \| |                      |             |                                    |                 |
| |                      |             |                                    |                 |
| Source : ProCyclingStats |                      |             |                                    |                 |
| Classement de l'étape |                      |             |                                    |                 |
| Coureur | Coureur              | Pays        | Équipe                             | Temps           |
| 1er | Wout van Aert        | Belgique    | Jumbo-Visma                        | 4 h 37 min 31 s |
| 2e | Ethan Hayter         | Royaume-Uni | Ineos Grenadiers                   | + 0 s           |
| 3e | Sean Quinn           | États-Unis  | EF Education-EasyPost              | + 0 s           |
| 4e | Hugo Page            | France      | Intermarché-Wanty-Gobert Matériaux | + 0 s           |
| 5e | Edvald Boasson Hagen | Norvège     | TotalEnergies                      | + 0 s           |
| 6e | Jasper Stuyven       | Belgique    | Trek-Segafredo                     | + 0 s           |
| 7e | Clément Venturini    | France      | AG2R Citroën Team                  | + 0 s           |
| 8e | Maxim Van Gils       | Belgique    | Lotto-Soudal                       | + 0 s           |
| 9e | Benjamin Thomas      | France      | Cofidis                            | + 0 s           |
| 10e | Jannik Steimle       | Allemagne   | Quick-Step Alpha Vinyl             | + 0 s           |

| \| Classement général \| Classement général \| Classement général \| Classement général \| Classement général \| \| Coureur \| Coureur \| Pays \| Équipe \| Temps \| \| ------------------ \| -------------------- \| ------------------ \| ---------------------------------- \| ------------------ \| \| 1er \| Wout van Aert \| Belgique \| Jumbo-Visma \| 4 h 37 min 21 s \| \| 2e \| Ethan Hayter \| Royaume-Uni \| Ineos Grenadiers \| + 4 s \| \| 3e \| Sean Quinn \| États-Unis \| EF Education-EasyPost \| + 6 s \| \| 4e \| Maxime Bouet \| France \| Arkéa-Samsic \| + 7 s \| \| 5e \| Laurens Huys \| Belgique \| Intermarché-Wanty-Gobert Matériaux \| + 8 s \| \| 6e \| Pierre Rolland \| France \| B&B Hotels-KTM \| + 9 s \| \| 7e \| Hugo Page \| France \| Intermarché-Wanty-Gobert Matériaux \| + 10 s \| \| 8e \| Edvald Boasson Hagen \| Norvège \| TotalEnergies \| + 10 s \| \| 9e \| Jasper Stuyven \| Belgique \| Trek-Segafredo \| + 10 s \| \| 10e \| Clément Venturini \| France \| AG2R Citroën Team \| + 10 s \| |                      |             |                                    |                 |
| |                      |             |                                    |                 |
| Source : ProCyclingStats |                      |             |                                    |                 |
| Classement général |                      |             |                                    |                 |
| Coureur | Coureur              | Pays        | Équipe                             | Temps           |
| 1er | Wout van Aert        | Belgique    | Jumbo-Visma                        | 4 h 37 min 21 s |
| 2e | Ethan Hayter         | Royaume-Uni | Ineos Grenadiers                   | + 4 s           |
| 3e | Sean Quinn           | États-Unis  | EF Education-EasyPost              | + 6 s           |
| 4e | Maxime Bouet         | France      | Arkéa-Samsic                       | + 7 s           |
| 5e | Laurens Huys         | Belgique    | Intermarché-Wanty-Gobert Matériaux | + 8 s           |
| 6e | Pierre Rolland       | France      | B&B Hotels-KTM                     | + 9 s           |
| 7e | Hugo Page            | France      | Intermarché-Wanty-Gobert Matériaux | + 10 s          |
| 8e | Edvald Boasson Hagen | Norvège     | TotalEnergies                      | + 10 s          |
| 9e | Jasper Stuyven       | Belgique    | Trek-Segafredo                     | + 10 s          |
| 10e | Clément Venturini    | France      | AG2R Citroën Team                  | + 10 s          |

### 2eétape
L'étape compte 2 côtes en 3e catégorie, une côte en 4e catégorie et la col de Mézilhac en 2e catégorie. Les échappés ne sont pas repris et se jouent la victoire. Olivier Le Gac commence son sprint, Alexis Vuillermoz va le chercher et gagne l'étape; comme le peloton arrive cinq secondes derrière, il endosse le maillot jaune à barre bleue. 
| \| Classement de l'étape \| Classement de l'étape \| Classement de l'étape \| Classement de l'étape \| Classement de l'étape \| \| Coureur \| Coureur \| Pays \| Équipe \| Temps \| \| --------------------- \| --------------------- \| --------------------- \| ---------------------------------- \| --------------------- \| \| 1er \| Alexis Vuillermoz \| France \| TotalEnergies \| 4 h 03 min 34 s \| \| 2e \| Anders Skaarseth \| Norvège \| Uno-X Pro Cycling Team \| + 0 s \| \| 3e \| Olivier Le Gac \| France \| Groupama-FDJ \| + 0 s \| \| 4e \| Kevin Vermaerke \| États-Unis \| Team DSM \| + 0 s \| \| 5e \| Anthony Delaplace \| France \| Arkéa-Samsic \| + 0 s \| \| 6e \| Wout van Aert \| Belgique \| Jumbo-Visma \| + 5 s \| \| 7e \| Ethan Hayter \| Royaume-Uni \| Ineos Grenadiers \| + 5 s \| \| 8e \| Hugo Page \| France \| Intermarché-Wanty-Gobert Matériaux \| + 5 s \| \| 9e \| Clément Venturini \| France \| AG2R Citroën Team \| + 5 s \| \| 10e \| Aleksandr Riabushenko \| Biélorussie \| Astana Qazaqstan Team \| + 5 s \| |                       |             |                                    |                 |
| |                       |             |                                    |                 |
| Source : ProCyclingStats |                       |             |                                    |                 |
| Classement de l'étape |                       |             |                                    |                 |
| Coureur | Coureur               | Pays        | Équipe                             | Temps           |
| 1er | Alexis Vuillermoz     | France      | TotalEnergies                      | 4 h 03 min 34 s |
| 2e | Anders Skaarseth      | Norvège     | Uno-X Pro Cycling Team             | + 0 s           |
| 3e | Olivier Le Gac        | France      | Groupama-FDJ                       | + 0 s           |
| 4e | Kevin Vermaerke       | États-Unis  | Team DSM                           | + 0 s           |
| 5e | Anthony Delaplace     | France      | Arkéa-Samsic                       | + 0 s           |
| 6e | Wout van Aert         | Belgique    | Jumbo-Visma                        | + 5 s           |
| 7e | Ethan Hayter          | Royaume-Uni | Ineos Grenadiers                   | + 5 s           |
| 8e | Hugo Page             | France      | Intermarché-Wanty-Gobert Matériaux | + 5 s           |
| 9e | Clément Venturini     | France      | AG2R Citroën Team                  | + 5 s           |
| 10e | Aleksandr Riabushenko | Biélorussie | Astana Qazaqstan Team              | + 5 s           |

| \| Classement général \| Classement général \| Classement général \| Classement général \| Classement général \| \| Coureur \| Coureur \| Pays \| Équipe \| Temps \| \| ------------------ \| ------------------ \| ------------------ \| ---------------------------------- \| ------------------ \| \| 1er \| Alexis Vuillermoz \| France \| TotalEnergies \| 8 h 40 min 55 s \| \| 2e \| Anders Skaarseth \| Norvège \| Uno-X Pro Cycling Team \| + 3 s \| \| 3e \| Olivier Le Gac \| France \| Groupama-FDJ \| + 4 s \| \| 4e \| Wout van Aert \| Belgique \| Jumbo-Visma \| + 5 s \| \| 5e \| Kevin Vermaerke \| États-Unis \| Team DSM \| + 7 s \| \| 6e \| Ethan Hayter \| Royaume-Uni \| Ineos Grenadiers \| + 9 s \| \| 7e \| Anthony Delaplace \| France \| Arkéa-Samsic \| + 10 s \| \| 8e \| Sean Quinn \| États-Unis \| EF Education-EasyPost \| + 11 s \| \| 9e \| Maxime Bouet \| France \| Arkéa-Samsic \| + 12 s \| \| 10e \| Laurens Huys \| Belgique \| Intermarché-Wanty-Gobert Matériaux \| + 13 s \| |                   |             |                                    |                 |
| |                   |             |                                    |                 |
| Source : ProCyclingStats |                   |             |                                    |                 |
| Classement général |                   |             |                                    |                 |
| Coureur | Coureur           | Pays        | Équipe                             | Temps           |
| 1er | Alexis Vuillermoz | France      | TotalEnergies                      | 8 h 40 min 55 s |
| 2e | Anders Skaarseth  | Norvège     | Uno-X Pro Cycling Team             | + 3 s           |
| 3e | Olivier Le Gac    | France      | Groupama-FDJ                       | + 4 s           |
| 4e | Wout van Aert     | Belgique    | Jumbo-Visma                        | + 5 s           |
| 5e | Kevin Vermaerke   | États-Unis  | Team DSM                           | + 7 s           |
| 6e | Ethan Hayter      | Royaume-Uni | Ineos Grenadiers                   | + 9 s           |
| 7e | Anthony Delaplace | France      | Arkéa-Samsic                       | + 10 s          |
| 8e | Sean Quinn        | États-Unis  | EF Education-EasyPost              | + 11 s          |
| 9e | Maxime Bouet      | France      | Arkéa-Samsic                       | + 12 s          |
| 10e | Laurens Huys      | Belgique    | Intermarché-Wanty-Gobert Matériaux | + 13 s          |

### 3eétape
Wout van Aert pensant avoir gagné lève les bras trop tôt juste avant la ligne, David Gaudu le voyant jette son vélo et gagne l'étape. van Aert est à nouveau leader au classement général.
| \| Classement de l'étape \| Classement de l'étape \| Classement de l'étape \| Classement de l'étape \| Classement de l'étape \| \| Coureur \| Coureur \| Pays \| Équipe \| Temps \| \| --------------------- \| --------------------- \| --------------------- \| --------------------- \| --------------------- \| \| 1er \| David Gaudu \| France \| Groupama-FDJ \| 4 h 09 min 38 s \| \| 2e \| Wout van Aert \| Belgique \| Jumbo-Visma \| + 0 s \| \| 3e \| Victor Lafay \| France \| Cofidis \| + 0 s \| \| 4e \| Ruben Guerreiro \| Portugal \| EF Education-EasyPost \| + 0 s \| \| 5e \| Kevin Geniets \| Luxembourg \| Groupama-FDJ \| + 0 s \| \| 6e \| Nick Schultz \| Australie \| BikeExchange-Jayco \| + 0 s \| \| 7e \| Damiano Caruso \| Italie \| Bahrain Victorious \| + 0 s \| \| 8e \| Dylan Teuns \| Belgique \| Bahrain Victorious \| + 0 s \| \| 9e \| Matteo Jorgenson \| États-Unis \| Movistar Team \| + 0 s \| \| 10e \| Brandon McNulty \| États-Unis \| UAE Team Emirates \| + 0 s \| |                  |            |                       |                 |
| |                  |            |                       |                 |
| Source : ProCyclingStats |                  |            |                       |                 |
| Classement de l'étape |                  |            |                       |                 |
| Coureur | Coureur          | Pays       | Équipe                | Temps           |
| 1er | David Gaudu      | France     | Groupama-FDJ          | 4 h 09 min 38 s |
| 2e | Wout van Aert    | Belgique   | Jumbo-Visma           | + 0 s           |
| 3e | Victor Lafay     | France     | Cofidis               | + 0 s           |
| 4e | Ruben Guerreiro  | Portugal   | EF Education-EasyPost | + 0 s           |
| 5e | Kevin Geniets    | Luxembourg | Groupama-FDJ          | + 0 s           |
| 6e | Nick Schultz     | Australie  | BikeExchange-Jayco    | + 0 s           |
| 7e | Damiano Caruso   | Italie     | Bahrain Victorious    | + 0 s           |
| 8e | Dylan Teuns      | Belgique   | Bahrain Victorious    | + 0 s           |
| 9e | Matteo Jorgenson | États-Unis | Movistar Team         | + 0 s           |
| 10e | Brandon McNulty  | États-Unis | UAE Team Emirates     | + 0 s           |

| \| Classement général \| Classement général \| Classement général \| Classement général \| Classement général \| \| Coureur \| Coureur \| Pays \| Équipe \| Temps \| \| ------------------ \| ------------------ \| ------------------ \| --------------------- \| ------------------ \| \| 1er \| Wout van Aert \| Belgique \| Jumbo-Visma \| 12 h 50 min 38 s \| \| 2e \| David Gaudu \| France \| Groupama-FDJ \| + 6 s \| \| 3e \| Victor Lafay \| France \| Cofidis \| + 12 s \| \| 4e \| Patrick Konrad \| Autriche \| Bora-Hansgrohe \| + 16 s \| \| 5e \| Matteo Jorgenson \| États-Unis \| Movistar Team \| + 16 s \| \| 6e \| Ruben Guerreiro \| Portugal \| EF Education-EasyPost \| + 16 s \| \| 7e \| Esteban Chaves \| Colombie \| EF Education-EasyPost \| + 16 s \| \| 8e \| Primož Roglič \| Slovénie \| Jumbo-Visma \| + 16 s \| \| 9e \| Steff Cras \| Belgique \| Lotto-Soudal \| + 16 s \| \| 10e \| Ben O'Connor \| Australie \| AG2R Citroën Team \| + 16 s \| |                  |            |                       |                  |
| |                  |            |                       |                  |
| Source : ProCyclingStats |                  |            |                       |                  |
| Classement général |                  |            |                       |                  |
| Coureur | Coureur          | Pays       | Équipe                | Temps            |
| 1er | Wout van Aert    | Belgique   | Jumbo-Visma           | 12 h 50 min 38 s |
| 2e | David Gaudu      | France     | Groupama-FDJ          | + 6 s            |
| 3e | Victor Lafay     | France     | Cofidis               | + 12 s           |
| 4e | Patrick Konrad   | Autriche   | Bora-Hansgrohe        | + 16 s           |
| 5e | Matteo Jorgenson | États-Unis | Movistar Team         | + 16 s           |
| 6e | Ruben Guerreiro  | Portugal   | EF Education-EasyPost | + 16 s           |
| 7e | Esteban Chaves   | Colombie   | EF Education-EasyPost | + 16 s           |
| 8e | Primož Roglič    | Slovénie   | Jumbo-Visma           | + 16 s           |
| 9e | Steff Cras       | Belgique   | Lotto-Soudal          | + 16 s           |
| 10e | Ben O'Connor     | Australie  | AG2R Citroën Team     | + 16 s           |

### 4eétape
Au départ de Montbrison, le contre-la-montre individuel se court sur un profil majoritairement plat, sur les 31,900 km qui se termine au château de la Bâtie d'Urfé.
| \| Classement de l'étape \| Classement de l'étape \| Classement de l'étape \| Classement de l'étape \| Classement de l'étape \| \| Coureur \| Coureur \| Pays \| Équipe \| Temps \| \| --------------------- \| --------------------- \| --------------------- \| ---------------------- \| --------------------- \| \| 1er \| Filippo Ganna \| Italie \| Ineos Grenadiers \| 35 min 32 s \| \| 2e \| Wout van Aert \| Belgique \| Jumbo-Visma \| + 2 s \| \| 3e \| Ethan Hayter \| Royaume-Uni \| Ineos Grenadiers \| + 17 s \| \| 4e \| Mattia Cattaneo \| Italie \| Quick-Step Alpha Vinyl \| + 39 s \| \| 5e \| Primož Roglič \| Slovénie \| Jumbo-Visma \| + 42 s \| \| 6e \| Luke Durbridge \| Australie \| BikeExchange-Jayco \| + 53 s \| \| 7e \| Jonas Vingegaard \| Danemark \| Jumbo-Visma \| + 1 min 12 s \| \| 8e \| Damiano Caruso \| Italie \| Bahrain Victorious \| + 1 min 25 s \| \| 9e \| Tao Geoghegan Hart \| Royaume-Uni \| Ineos Grenadiers \| + 1 min 31 s \| \| 10e \| Juan Ayuso \| Espagne \| UAE Team Emirates \| + 1 min 34 s \| |                    |             |                        |              |
| |                    |             |                        |              |
| Source : ProCyclingStats |                    |             |                        |              |
| Classement de l'étape |                    |             |                        |              |
| Coureur | Coureur            | Pays        | Équipe                 | Temps        |
| 1er | Filippo Ganna      | Italie      | Ineos Grenadiers       | 35 min 32 s  |
| 2e | Wout van Aert      | Belgique    | Jumbo-Visma            | + 2 s        |
| 3e | Ethan Hayter       | Royaume-Uni | Ineos Grenadiers       | + 17 s       |
| 4e | Mattia Cattaneo    | Italie      | Quick-Step Alpha Vinyl | + 39 s       |
| 5e | Primož Roglič      | Slovénie    | Jumbo-Visma            | + 42 s       |
| 6e | Luke Durbridge     | Australie   | BikeExchange-Jayco     | + 53 s       |
| 7e | Jonas Vingegaard   | Danemark    | Jumbo-Visma            | + 1 min 12 s |
| 8e | Damiano Caruso     | Italie      | Bahrain Victorious     | + 1 min 25 s |
| 9e | Tao Geoghegan Hart | Royaume-Uni | Ineos Grenadiers       | + 1 min 31 s |
| 10e | Juan Ayuso         | Espagne     | UAE Team Emirates      | + 1 min 34 s |

| \| Classement général \| Classement général \| Classement général \| Classement général \| Classement général \| \| Coureur \| Coureur \| Pays \| Équipe \| Temps \| \| ------------------ \| ------------------ \| ------------------ \| ---------------------- \| ------------------ \| \| 1er \| Wout van Aert \| Belgique \| Jumbo-Visma \| 13 h 26 min 06 s \| \| 2e \| Mattia Cattaneo \| Italie \| Quick-Step Alpha Vinyl \| + 53 s \| \| 3e \| Primož Roglič \| Slovénie \| Jumbo-Visma \| + 56 s \| \| 4e \| Jonas Vingegaard \| Danemark \| Jumbo-Visma \| + 1 min 26 s \| \| 5e \| Ethan Hayter \| Royaume-Uni \| Ineos Grenadiers \| + 1 min 26 s \| \| 6e \| Damiano Caruso \| Italie \| Bahrain Victorious \| + 1 min 39 s \| \| 7e \| Tao Geoghegan Hart \| Royaume-Uni \| Ineos Grenadiers \| + 1 min 45 s \| \| 8e \| Juan Ayuso \| Espagne \| UAE Team Emirates \| + 1 min 48 s \| \| 9e \| Matteo Jorgenson \| États-Unis \| Movistar Team \| + 1 min 50 s \| \| 10e \| Ben O'Connor \| Australie \| AG2R Citroën Team \| + 2 min 00 s \| |                    |             |                        |                  |
| |                    |             |                        |                  |
| Source : ProCyclingStats |                    |             |                        |                  |
| Classement général |                    |             |                        |                  |
| Coureur | Coureur            | Pays        | Équipe                 | Temps            |
| 1er | Wout van Aert      | Belgique    | Jumbo-Visma            | 13 h 26 min 06 s |
| 2e | Mattia Cattaneo    | Italie      | Quick-Step Alpha Vinyl | + 53 s           |
| 3e | Primož Roglič      | Slovénie    | Jumbo-Visma            | + 56 s           |
| 4e | Jonas Vingegaard   | Danemark    | Jumbo-Visma            | + 1 min 26 s     |
| 5e | Ethan Hayter       | Royaume-Uni | Ineos Grenadiers       | + 1 min 26 s     |
| 6e | Damiano Caruso     | Italie      | Bahrain Victorious     | + 1 min 39 s     |
| 7e | Tao Geoghegan Hart | Royaume-Uni | Ineos Grenadiers       | + 1 min 45 s     |
| 8e | Juan Ayuso         | Espagne     | UAE Team Emirates      | + 1 min 48 s     |
| 9e | Matteo Jorgenson   | États-Unis  | Movistar Team          | + 1 min 50 s     |
| 10e | Ben O'Connor       | Australie   | AG2R Citroën Team      | + 2 min 00 s     |

### 5eétape
Les quatre échappés, les Français Benjamin Thomas, et Fabien Doubey, l’Autrichien Sebastian Schönberger et le Belge Jan Bakelants, sont repris par le peloton à une centaine de mètres de l'arrivée. Le sprint est remporté par le maillot jaune Wout van Aert.
| \| Classement de l'étape \| Classement de l'étape \| Classement de l'étape \| Classement de l'étape \| Classement de l'étape \| \| Coureur \| Coureur \| Pays \| Équipe \| Temps \| \| --------------------- \| --------------------- \| --------------------- \| ---------------------------------- \| --------------------- \| \| 1er \| Wout van Aert \| Belgique \| Jumbo-Visma \| 3 h 38 min 35 s \| \| 2e \| Jordi Meeus \| Belgique \| Bora-Hansgrohe \| + 0 s \| \| 3e \| Ethan Hayter \| Royaume-Uni \| Ineos Grenadiers \| + 0 s \| \| 4e \| Edvald Boasson Hagen \| Norvège \| TotalEnergies \| + 0 s \| \| 5e \| Hugo Page \| France \| Intermarché-Wanty-Gobert Matériaux \| + 0 s \| \| 6e \| Jasper Stuyven \| Belgique \| Trek-Segafredo \| + 0 s \| \| 7e \| Andrea Bagioli \| Italie \| Quick-Step Alpha Vinyl \| + 0 s \| \| 8e \| Jan Bakelants \| Belgique \| Intermarché-Wanty-Gobert Matériaux \| + 0 s \| \| 9e \| Matîs Louvel \| France \| Arkéa-Samsic \| + 0 s \| \| 10e \| Sebastián Molano \| Colombie \| UAE Team Emirates \| + 0 s \| |                      |             |                                    |                 |
| |                      |             |                                    |                 |
| Source : ProCyclingStats |                      |             |                                    |                 |
| Classement de l'étape |                      |             |                                    |                 |
| Coureur | Coureur              | Pays        | Équipe                             | Temps           |
| 1er | Wout van Aert        | Belgique    | Jumbo-Visma                        | 3 h 38 min 35 s |
| 2e | Jordi Meeus          | Belgique    | Bora-Hansgrohe                     | + 0 s           |
| 3e | Ethan Hayter         | Royaume-Uni | Ineos Grenadiers                   | + 0 s           |
| 4e | Edvald Boasson Hagen | Norvège     | TotalEnergies                      | + 0 s           |
| 5e | Hugo Page            | France      | Intermarché-Wanty-Gobert Matériaux | + 0 s           |
| 6e | Jasper Stuyven       | Belgique    | Trek-Segafredo                     | + 0 s           |
| 7e | Andrea Bagioli       | Italie      | Quick-Step Alpha Vinyl             | + 0 s           |
| 8e | Jan Bakelants        | Belgique    | Intermarché-Wanty-Gobert Matériaux | + 0 s           |
| 9e | Matîs Louvel         | France      | Arkéa-Samsic                       | + 0 s           |
| 10e | Sebastián Molano     | Colombie    | UAE Team Emirates                  | + 0 s           |

| \| Classement général \| Classement général \| Classement général \| Classement général \| Classement général \| \| Coureur \| Coureur \| Pays \| Équipe \| Temps \| \| ------------------ \| ------------------ \| ------------------ \| ---------------------- \| ------------------ \| \| 1er \| Wout van Aert \| Belgique \| Jumbo-Visma \| 17 h 04 min 31 s \| \| 2e \| Mattia Cattaneo \| Italie \| Quick-Step Alpha Vinyl \| + 1 min 03 s \| \| 3e \| Primož Roglič \| Slovénie \| Jumbo-Visma \| + 1 min 06 s \| \| 4e \| Ethan Hayter \| Royaume-Uni \| Ineos Grenadiers \| + 1 min 32 s \| \| 5e \| Jonas Vingegaard \| Danemark \| Jumbo-Visma \| + 1 min 36 s \| \| 6e \| Damiano Caruso \| Italie \| Bahrain Victorious \| + 1 min 49 s \| \| 7e \| Tao Geoghegan Hart \| Royaume-Uni \| Ineos Grenadiers \| + 1 min 55 s \| \| 8e \| Juan Ayuso \| Espagne \| UAE Team Emirates \| + 1 min 58 s \| \| 9e \| Matteo Jorgenson \| États-Unis \| Movistar Team \| + 2 min 00 s \| \| 10e \| Ben O'Connor \| Australie \| AG2R Citroën Team \| + 2 min 10 s \| |                    |             |                        |                  |
| |                    |             |                        |                  |
| Source : ProCyclingStats |                    |             |                        |                  |
| Classement général |                    |             |                        |                  |
| Coureur | Coureur            | Pays        | Équipe                 | Temps            |
| 1er | Wout van Aert      | Belgique    | Jumbo-Visma            | 17 h 04 min 31 s |
| 2e | Mattia Cattaneo    | Italie      | Quick-Step Alpha Vinyl | + 1 min 03 s     |
| 3e | Primož Roglič      | Slovénie    | Jumbo-Visma            | + 1 min 06 s     |
| 4e | Ethan Hayter       | Royaume-Uni | Ineos Grenadiers       | + 1 min 32 s     |
| 5e | Jonas Vingegaard   | Danemark    | Jumbo-Visma            | + 1 min 36 s     |
| 6e | Damiano Caruso     | Italie      | Bahrain Victorious     | + 1 min 49 s     |
| 7e | Tao Geoghegan Hart | Royaume-Uni | Ineos Grenadiers       | + 1 min 55 s     |
| 8e | Juan Ayuso         | Espagne     | UAE Team Emirates      | + 1 min 58 s     |
| 9e | Matteo Jorgenson   | États-Unis  | Movistar Team          | + 2 min 00 s     |
| 10e | Ben O'Connor       | Australie   | AG2R Citroën Team      | + 2 min 10 s     |

### 6eétape
Après une cinquantaine de kilomètres, six hommes s'échappent du peloton, font toute l'étape en tête et maintiennent un écart suffisant pour se disputer la victoire. Sous la flamme rouge, Valentin Ferron place une attaque et gagne en solitaire avec trois secondes d'avance sur ses compagnons d'échappée.
| \| Classement de l'étape \| Classement de l'étape \| Classement de l'étape \| Classement de l'étape \| Classement de l'étape \| \| Coureur \| Coureur \| Pays \| Équipe \| Temps \| \| --------------------- \| --------------------- \| --------------------- \| ---------------------- \| --------------------- \| \| 1er \| Valentin Ferron \| France \| TotalEnergies \| 4 h 22 min 17 s \| \| 2e \| Pierre Rolland \| France \| B&B Hotels-KTM \| + 3 s \| \| 3e \| Warren Barguil \| France \| Arkéa-Samsic \| + 3 s \| \| 4e \| Andrea Bagioli \| Italie \| Quick-Step Alpha Vinyl \| + 3 s \| \| 5e \| Geoffrey Bouchard \| France \| AG2R Citroën Team \| + 3 s \| \| 6e \| Victor Lafay \| France \| Cofidis \| + 3 s \| \| 7e \| Edvald Boasson Hagen \| Norvège \| TotalEnergies \| + 32 s \| \| 8e \| Dylan Groenewegen \| Pays-Bas \| BikeExchange-Jayco \| + 32 s \| \| 9e \| Matîs Louvel \| France \| Arkéa-Samsic \| + 32 s \| \| 10e \| Jordi Meeus \| Belgique \| Bora-Hansgrohe \| + 32 s \| |                      |          |                        |                 |
| |                      |          |                        |                 |
| Source : ProCyclingStats |                      |          |                        |                 |
| Classement de l'étape |                      |          |                        |                 |
| Coureur | Coureur              | Pays     | Équipe                 | Temps           |
| 1er | Valentin Ferron      | France   | TotalEnergies          | 4 h 22 min 17 s |
| 2e | Pierre Rolland       | France   | B&B Hotels-KTM         | + 3 s           |
| 3e | Warren Barguil       | France   | Arkéa-Samsic           | + 3 s           |
| 4e | Andrea Bagioli       | Italie   | Quick-Step Alpha Vinyl | + 3 s           |
| 5e | Geoffrey Bouchard    | France   | AG2R Citroën Team      | + 3 s           |
| 6e | Victor Lafay         | France   | Cofidis                | + 3 s           |
| 7e | Edvald Boasson Hagen | Norvège  | TotalEnergies          | + 32 s          |
| 8e | Dylan Groenewegen    | Pays-Bas | BikeExchange-Jayco     | + 32 s          |
| 9e | Matîs Louvel         | France   | Arkéa-Samsic           | + 32 s          |
| 10e | Jordi Meeus          | Belgique | Bora-Hansgrohe         | + 32 s          |

| \| Classement général \| Classement général \| Classement général \| Classement général \| Classement général \| \| Coureur \| Coureur \| Pays \| Équipe \| Temps \| \| ------------------ \| ------------------ \| ------------------ \| ---------------------- \| ------------------ \| \| 1er \| Wout van Aert \| Belgique \| Jumbo-Visma \| 21 h 27 min 20 s \| \| 2e \| Mattia Cattaneo \| Italie \| Quick-Step Alpha Vinyl \| + 1 min 03 s \| \| 3e \| Primož Roglič \| Slovénie \| Jumbo-Visma \| + 1 min 06 s \| \| 4e \| Ethan Hayter \| Royaume-Uni \| Ineos Grenadiers \| + 1 min 32 s \| \| 5e \| Jonas Vingegaard \| Danemark \| Jumbo-Visma \| + 1 min 36 s \| \| 6e \| Damiano Caruso \| Italie \| Bahrain Victorious \| + 1 min 49 s \| \| 7e \| Tao Geoghegan Hart \| Royaume-Uni \| Ineos Grenadiers \| + 1 min 55 s \| \| 8e \| Matteo Jorgenson \| États-Unis \| Movistar Team \| + 2 min 00 s \| \| 9e \| Ben O'Connor \| Australie \| AG2R Citroën Team \| + 2 min 10 s \| \| 10e \| Wilco Kelderman \| Pays-Bas \| Bora-Hansgrohe \| + 2 min 12 s \| |                    |             |                        |                  |
| |                    |             |                        |                  |
| Source : ProCyclingStats |                    |             |                        |                  |
| Classement général |                    |             |                        |                  |
| Coureur | Coureur            | Pays        | Équipe                 | Temps            |
| 1er | Wout van Aert      | Belgique    | Jumbo-Visma            | 21 h 27 min 20 s |
| 2e | Mattia Cattaneo    | Italie      | Quick-Step Alpha Vinyl | + 1 min 03 s     |
| 3e | Primož Roglič      | Slovénie    | Jumbo-Visma            | + 1 min 06 s     |
| 4e | Ethan Hayter       | Royaume-Uni | Ineos Grenadiers       | + 1 min 32 s     |
| 5e | Jonas Vingegaard   | Danemark    | Jumbo-Visma            | + 1 min 36 s     |
| 6e | Damiano Caruso     | Italie      | Bahrain Victorious     | + 1 min 49 s     |
| 7e | Tao Geoghegan Hart | Royaume-Uni | Ineos Grenadiers       | + 1 min 55 s     |
| 8e | Matteo Jorgenson   | États-Unis  | Movistar Team          | + 2 min 00 s     |
| 9e | Ben O'Connor       | Australie   | AG2R Citroën Team      | + 2 min 10 s     |
| 10e | Wilco Kelderman    | Pays-Bas    | Bora-Hansgrohe         | + 2 min 12 s     |

### 7eétape
Dernier rescapé du groupe de dix-huit échappés ayant passé une bonne partie de l'étape en tête, Carlos Verona parvient à résister au groupe des favoris dont Primož Roglič s'extraie en fin de course pour prendre la deuxième place et s'emparer du maillot jaune.
| \| Classement de l'étape \| Classement de l'étape \| Classement de l'étape \| Classement de l'étape \| Classement de l'étape \| \| Coureur \| Coureur \| Pays \| Équipe \| Temps \| \| --------------------- \| --------------------- \| --------------------- \| ---------------------------------- \| --------------------- \| \| 1er \| Carlos Verona \| Espagne \| Movistar Team \| 3 h 53 min 35 s \| \| 2e \| Primož Roglič \| Slovénie \| Jumbo-Visma \| + 13 s \| \| 3e \| Jonas Vingegaard \| Danemark \| Jumbo-Visma \| + 25 s \| \| 4e \| Ben O'Connor \| Australie \| AG2R Citroën Team \| + 27 s \| \| 5e \| Tobias Johannessen \| Norvège \| Uno-X Pro Cycling Team \| + 39 s \| \| 6e \| Esteban Chaves \| Colombie \| EF Education-EasyPost \| + 40 s \| \| 7e \| David Gaudu \| France \| Groupama-FDJ \| + 40 s \| \| 8e \| Louis Meintjes \| Afrique du Sud \| Intermarché-Wanty-Gobert Matériaux \| + 40 s \| \| 9e \| Tao Geoghegan Hart \| Royaume-Uni \| Ineos Grenadiers \| + 48 s \| \| 10e \| Jack Haig \| Australie \| Bahrain Victorious \| + 56 s \| |                    |                |                                    |                 |
| |                    |                |                                    |                 |
| Source : ProCyclingStats |                    |                |                                    |                 |
| Classement de l'étape |                    |                |                                    |                 |
| Coureur | Coureur            | Pays           | Équipe                             | Temps           |
| 1er | Carlos Verona      | Espagne        | Movistar Team                      | 3 h 53 min 35 s |
| 2e | Primož Roglič      | Slovénie       | Jumbo-Visma                        | + 13 s          |
| 3e | Jonas Vingegaard   | Danemark       | Jumbo-Visma                        | + 25 s          |
| 4e | Ben O'Connor       | Australie      | AG2R Citroën Team                  | + 27 s          |
| 5e | Tobias Johannessen | Norvège        | Uno-X Pro Cycling Team             | + 39 s          |
| 6e | Esteban Chaves     | Colombie       | EF Education-EasyPost              | + 40 s          |
| 7e | David Gaudu        | France         | Groupama-FDJ                       | + 40 s          |
| 8e | Louis Meintjes     | Afrique du Sud | Intermarché-Wanty-Gobert Matériaux | + 40 s          |
| 9e | Tao Geoghegan Hart | Royaume-Uni    | Ineos Grenadiers                   | + 48 s          |
| 10e | Jack Haig          | Australie      | Bahrain Victorious                 | + 56 s          |

| \| Classement général \| Classement général \| Classement général \| Classement général \| Classement général \| \| Coureur \| Coureur \| Pays \| Équipe \| Temps \| \| ------------------ \| ------------------ \| ------------------ \| ---------------------------------- \| ------------------ \| \| 1er \| Primož Roglič \| Slovénie \| Jumbo-Visma \| 25 h 22 min 08 s \| \| 2e \| Jonas Vingegaard \| Danemark \| Jumbo-Visma \| + 44 s \| \| 3e \| Ben O'Connor \| Australie \| AG2R Citroën Team \| + 1 min 24 s \| \| 4e \| Tao Geoghegan Hart \| Royaume-Uni \| Ineos Grenadiers \| + 1 min 30 s \| \| 5e \| Damiano Caruso \| Italie \| Bahrain Victorious \| + 1 min 32 s \| \| 6e \| David Gaudu \| France \| Groupama-FDJ \| + 1 min 40 s \| \| 7e \| Tobias Johannessen \| Norvège \| Uno-X Pro Cycling Team \| + 2 min 05 s \| \| 8e \| Matteo Jorgenson \| États-Unis \| Movistar Team \| + 2 min 06 s \| \| 9e \| Jack Haig \| Australie \| Bahrain Victorious \| + 2 min 12 s \| \| 10e \| Louis Meintjes \| Afrique du Sud \| Intermarché-Wanty-Gobert Matériaux \| + 2 min 16 s \| |                    |                |                                    |                  |
| |                    |                |                                    |                  |
| Source : ProCyclingStats |                    |                |                                    |                  |
| Classement général |                    |                |                                    |                  |
| Coureur | Coureur            | Pays           | Équipe                             | Temps            |
| 1er | Primož Roglič      | Slovénie       | Jumbo-Visma                        | 25 h 22 min 08 s |
| 2e | Jonas Vingegaard   | Danemark       | Jumbo-Visma                        | + 44 s           |
| 3e | Ben O'Connor       | Australie      | AG2R Citroën Team                  | + 1 min 24 s     |
| 4e | Tao Geoghegan Hart | Royaume-Uni    | Ineos Grenadiers                   | + 1 min 30 s     |
| 5e | Damiano Caruso     | Italie         | Bahrain Victorious                 | + 1 min 32 s     |
| 6e | David Gaudu        | France         | Groupama-FDJ                       | + 1 min 40 s     |
| 7e | Tobias Johannessen | Norvège        | Uno-X Pro Cycling Team             | + 2 min 05 s     |
| 8e | Matteo Jorgenson   | États-Unis     | Movistar Team                      | + 2 min 06 s     |
| 9e | Jack Haig          | Australie      | Bahrain Victorious                 | + 2 min 12 s     |
| 10e | Louis Meintjes     | Afrique du Sud | Intermarché-Wanty-Gobert Matériaux | + 2 min 16 s     |

### 8eétape
| \| Classement de l'étape \| Classement de l'étape \| Classement de l'étape \| Classement de l'étape \| Classement de l'étape \| \| Coureur \| Coureur \| Pays \| Équipe \| Temps \| \| --------------------- \| --------------------- \| --------------------- \| ---------------------------------- \| --------------------- \| \| 1er \| Jonas Vingegaard \| Danemark \| Jumbo-Visma \| 3 h 49 min 20 s \| \| 2e \| Primož Roglič \| Slovénie \| Jumbo-Visma \| + 0 s \| \| 3e \| Ben O'Connor \| Australie \| AG2R Citroën Team \| + 15 s \| \| 4e \| Esteban Chaves \| Colombie \| EF Education-EasyPost \| + 53 s \| \| 5e \| Ruben Guerreiro \| Portugal \| EF Education-EasyPost \| + 53 s \| \| 6e \| Damiano Caruso \| Italie \| Bahrain Victorious \| + 55 s \| \| 7e \| Louis Meintjes \| Afrique du Sud \| Intermarché-Wanty-Gobert Matériaux \| + 55 s \| \| 8e \| Jack Haig \| Australie \| Bahrain Victorious \| + 55 s \| \| 9e \| Steven Kruijswijk \| Pays-Bas \| Jumbo-Visma \| + 1 min 20 s \| \| 10e \| Tobias Johannessen \| Norvège \| Uno-X Pro Cycling Team \| + 1 min 40 s \| |                    |                |                                    |                 |
| |                    |                |                                    |                 |
| Source : ProCyclingStats |                    |                |                                    |                 |
| Classement de l'étape |                    |                |                                    |                 |
| Coureur | Coureur            | Pays           | Équipe                             | Temps           |
| 1er | Jonas Vingegaard   | Danemark       | Jumbo-Visma                        | 3 h 49 min 20 s |
| 2e | Primož Roglič      | Slovénie       | Jumbo-Visma                        | + 0 s           |
| 3e | Ben O'Connor       | Australie      | AG2R Citroën Team                  | + 15 s          |
| 4e | Esteban Chaves     | Colombie       | EF Education-EasyPost              | + 53 s          |
| 5e | Ruben Guerreiro    | Portugal       | EF Education-EasyPost              | + 53 s          |
| 6e | Damiano Caruso     | Italie         | Bahrain Victorious                 | + 55 s          |
| 7e | Louis Meintjes     | Afrique du Sud | Intermarché-Wanty-Gobert Matériaux | + 55 s          |
| 8e | Jack Haig          | Australie      | Bahrain Victorious                 | + 55 s          |
| 9e | Steven Kruijswijk  | Pays-Bas       | Jumbo-Visma                        | + 1 min 20 s    |
| 10e | Tobias Johannessen | Norvège        | Uno-X Pro Cycling Team             | + 1 min 40 s    |

## Classements finals

### Classement général
| \| Classement général \| Classement général \| Classement général \| Classement général \| Classement général \| \| Coureur \| Coureur \| Pays \| Équipe \| Temps \| \| ------------------ \| ------------------ \| ------------------ \| ---------------------------------- \| ------------------ \| \| 1er \| Primož Roglič \| Slovénie \| Jumbo-Visma \| 29 h 11 min 22 s \| \| 2e \| Jonas Vingegaard \| Danemark \| Jumbo-Visma \| + 40 s \| \| 3e \| Ben O'Connor \| Australie \| AG2R Citroën Team \| + 1 min 41 s \| \| 4e \| Damiano Caruso \| Italie \| Bahrain Victorious \| + 2 min 33 s \| \| 5e \| Jack Haig \| Australie \| Bahrain Victorious \| + 3 min 13 s \| \| 6e \| Louis Meintjes \| Afrique du Sud \| Intermarché-Wanty-Gobert Matériaux \| + 3 min 17 s \| \| 7e \| Esteban Chaves \| Colombie \| EF Education-EasyPost \| + 3 min 18 s \| \| 8e \| Tao Geoghegan Hart \| Royaume-Uni \| Ineos Grenadiers \| + 3 min 44 s \| \| 9e \| Ruben Guerreiro \| Portugal \| EF Education-EasyPost \| + 3 min 48 s \| \| 10e \| Tobias Johannessen \| Norvège \| Uno-X Pro Cycling Team \| + 3 min 51 s \| |                    |                |                                    |                  |
| |                    |                |                                    |                  |
| Source : ProCyclingStats |                    |                |                                    |                  |
| Classement général |                    |                |                                    |                  |
| Coureur | Coureur            | Pays           | Équipe                             | Temps            |
| 1er | Primož Roglič      | Slovénie       | Jumbo-Visma                        | 29 h 11 min 22 s |
| 2e | Jonas Vingegaard   | Danemark       | Jumbo-Visma                        | + 40 s           |
| 3e | Ben O'Connor       | Australie      | AG2R Citroën Team                  | + 1 min 41 s     |
| 4e | Damiano Caruso     | Italie         | Bahrain Victorious                 | + 2 min 33 s     |
| 5e | Jack Haig          | Australie      | Bahrain Victorious                 | + 3 min 13 s     |
| 6e | Louis Meintjes     | Afrique du Sud | Intermarché-Wanty-Gobert Matériaux | + 3 min 17 s     |
| 7e | Esteban Chaves     | Colombie       | EF Education-EasyPost              | + 3 min 18 s     |
| 8e | Tao Geoghegan Hart | Royaume-Uni    | Ineos Grenadiers                   | + 3 min 44 s     |
| 9e | Ruben Guerreiro    | Portugal       | EF Education-EasyPost              | + 3 min 48 s     |
| 10e | Tobias Johannessen | Norvège        | Uno-X Pro Cycling Team             | + 3 min 51 s     |

### Classements annexes
| Classement par points | Classement par points | Classement par points | Classement par points              | Classement par points |
| Coureur               | Coureur               | Pays                  | Équipe                             | Points                |
| --------------------- | --------------------- | --------------------- | ---------------------------------- | --------------------- |
| 1er                   | Wout van Aert         | Belgique              | Jumbo-Visma                        | 88 pts                |
| 2e                    | Ethan Hayter          | Royaume-Uni           | Ineos Grenadiers                   | 74 pts                |
| 3e                    | Edvald Boasson Hagen  | Norvège               | TotalEnergies                      | 46 pts                |
| 4e                    | Hugo Page             | France                | Intermarché-Wanty-Gobert Matériaux | 44 pts                |
| 5e                    | Pierre Rolland        | France                | B&B Hotels-KTM                     | 36 pts                |
| 6e                    | Valentin Ferron       | France                | TotalEnergies                      | 31 pts                |
| 7e                    | Warren Barguil        | France                | Arkéa-Samsic                       | 30 pts                |
| 8e                    | Primož Roglič         | Slovénie              | Jumbo-Visma                        | 30 pts                |
| 9e                    | Andrea Bagioli        | Italie                | Quick-Step Alpha Vinyl             | 30 pts                |
| 10e                   | Jonas Vingegaard      | Danemark              | Jumbo-Visma                        | 29 pts                |

| Classement par points | Classement par points | Classement par points | Classement par points              | Classement par points |
| Coureur               | Coureur               | Pays                  | Équipe                             | Points                |
| --------------------- | --------------------- | --------------------- | ---------------------------------- | --------------------- |
| 1er                   | Wout van Aert         | Belgique              | Jumbo-Visma                        | 88 pts                |
| 2e                    | Ethan Hayter          | Royaume-Uni           | Ineos Grenadiers                   | 74 pts                |
| 3e                    | Edvald Boasson Hagen  | Norvège               | TotalEnergies                      | 46 pts                |
| 4e                    | Hugo Page             | France                | Intermarché-Wanty-Gobert Matériaux | 44 pts                |
| 5e                    | Pierre Rolland        | France                | B&B Hotels-KTM                     | 36 pts                |
| 6e                    | Valentin Ferron       | France                | TotalEnergies                      | 31 pts                |
| 7e                    | Warren Barguil        | France                | Arkéa-Samsic                       | 30 pts                |
| 8e                    | Primož Roglič         | Slovénie              | Jumbo-Visma                        | 30 pts                |
| 9e                    | Andrea Bagioli        | Italie                | Quick-Step Alpha Vinyl             | 30 pts                |
| 10e                   | Jonas Vingegaard      | Danemark              | Jumbo-Visma                        | 29 pts                |

| Classement de la montagne | Classement de la montagne | Classement de la montagne | Classement de la montagne          | Classement de la montagne |
| Coureur                   | Coureur                   | Pays                      | Équipe                             | Points                    |
| ------------------------- | ------------------------- | ------------------------- | ---------------------------------- | ------------------------- |
| 1er                       | Pierre Rolland            | France                    | B&B Hotels-KTM                     | 71 pts                    |
| 2e                        | Carlos Verona             | Espagne                   | Movistar Team                      | 21 pts                    |
| 3e                        | Victor Lafay              | France                    | Cofidis                            | 19 pts                    |
| 4e                        | Jonas Vingegaard          | Danemark                  | Jumbo-Visma                        | 17 pts                    |
| 5e                        | Primož Roglič             | Slovénie                  | Jumbo-Visma                        | 15 pts                    |
| 6e                        | Kenny Elissonde           | France                    | Trek-Segafredo                     | 14 pts                    |
| 7e                        | Laurens Huys              | Belgique                  | Intermarché-Wanty-Gobert Matériaux | 14 pts                    |
| 8e                        | Michael Storer            | Australie                 | Groupama-FDJ                       | 12 pts                    |
| 9e                        | Matteo Fabbro             | Italie                    | Bora-Hansgrohe                     | 12 pts                    |
| 10e                       | Laurens De Plus           | Belgique                  | Ineos Grenadiers                   | 11 pts                    |

| Classement de la montagne | Classement de la montagne | Classement de la montagne | Classement de la montagne          | Classement de la montagne |
| Coureur                   | Coureur                   | Pays                      | Équipe                             | Points                    |
| ------------------------- | ------------------------- | ------------------------- | ---------------------------------- | ------------------------- |
| 1er                       | Pierre Rolland            | France                    | B&B Hotels-KTM                     | 71 pts                    |
| 2e                        | Carlos Verona             | Espagne                   | Movistar Team                      | 21 pts                    |
| 3e                        | Victor Lafay              | France                    | Cofidis                            | 19 pts                    |
| 4e                        | Jonas Vingegaard          | Danemark                  | Jumbo-Visma                        | 17 pts                    |
| 5e                        | Primož Roglič             | Slovénie                  | Jumbo-Visma                        | 15 pts                    |
| 6e                        | Kenny Elissonde           | France                    | Trek-Segafredo                     | 14 pts                    |
| 7e                        | Laurens Huys              | Belgique                  | Intermarché-Wanty-Gobert Matériaux | 14 pts                    |
| 8e                        | Michael Storer            | Australie                 | Groupama-FDJ                       | 12 pts                    |
| 9e                        | Matteo Fabbro             | Italie                    | Bora-Hansgrohe                     | 12 pts                    |
| 10e                       | Laurens De Plus           | Belgique                  | Ineos Grenadiers                   | 11 pts                    |

| Classement du meilleur jeune | Classement du meilleur jeune | Classement du meilleur jeune | Classement du meilleur jeune | Classement du meilleur jeune |
| Coureur                      | Coureur                      | Pays                         | Équipe                       | Temps                        |
| ---------------------------- | ---------------------------- | ---------------------------- | ---------------------------- | ---------------------------- |
| 1er                          | Tobias Johannessen           | Norvège                      | Uno-X Pro Cycling Team       | 29 h 15 min 13 s             |
| 2e                           | Brandon McNulty              | États-Unis                   | UAE Team Emirates            | + 1 min 06 s                 |
| 3e                           | Matteo Jorgenson             | États-Unis                   | Movistar Team                | + 3 min 15 s                 |
| 4e                           | Ethan Hayter                 | Royaume-Uni                  | Ineos Grenadiers             | + 4 min 15 s                 |
| 5e                           | Andrea Bagioli               | Italie                       | Quick-Step Alpha Vinyl       | + 4 min 50 s                 |
| 6e                           | Simon Guglielmi              | France                       | Arkéa-Samsic                 | + 14 min 05 s                |
| 7e                           | Kevin Vermaerke              | États-Unis                   | Team DSM                     | + 14 min 50 s                |
| 8e                           | Kevin Geniets                | Luxembourg                   | Groupama-FDJ                 | + 15 min 06 s                |
| 9e                           | Mark Donovan                 | Royaume-Uni                  | Team DSM                     | + 19 min 28 s                |
| 10e                          | Michael Storer               | Australie                    | Groupama-FDJ                 | + 19 min 40 s                |

| Classement du meilleur jeune | Classement du meilleur jeune | Classement du meilleur jeune | Classement du meilleur jeune | Classement du meilleur jeune |
| Coureur                      | Coureur                      | Pays                         | Équipe                       | Temps                        |
| ---------------------------- | ---------------------------- | ---------------------------- | ---------------------------- | ---------------------------- |
| 1er                          | Tobias Johannessen           | Norvège                      | Uno-X Pro Cycling Team       | 29 h 15 min 13 s             |
| 2e                           | Brandon McNulty              | États-Unis                   | UAE Team Emirates            | + 1 min 06 s                 |
| 3e                           | Matteo Jorgenson             | États-Unis                   | Movistar Team                | + 3 min 15 s                 |
| 4e                           | Ethan Hayter                 | Royaume-Uni                  | Ineos Grenadiers             | + 4 min 15 s                 |
| 5e                           | Andrea Bagioli               | Italie                       | Quick-Step Alpha Vinyl       | + 4 min 50 s                 |
| 6e                           | Simon Guglielmi              | France                       | Arkéa-Samsic                 | + 14 min 05 s                |
| 7e                           | Kevin Vermaerke              | États-Unis                   | Team DSM                     | + 14 min 50 s                |
| 8e                           | Kevin Geniets                | Luxembourg                   | Groupama-FDJ                 | + 15 min 06 s                |
| 9e                           | Mark Donovan                 | Royaume-Uni                  | Team DSM                     | + 19 min 28 s                |
| 10e                          | Michael Storer               | Australie                    | Groupama-FDJ                 | + 19 min 40 s                |

| Classement par équipes | Classement par équipes             | Classement par équipes | Classement par équipes |
| Équipe                 | Équipe                             | Pays                   | Temps                  |
| ---------------------- | ---------------------------------- | ---------------------- | ---------------------- |
| 1re                    | Jumbo-Visma                        | Pays-Bas               | 87 h 38 min 30 s       |
| 2e                     | Bahrain Victorious                 | Bahreïn                | + 13 min 40 s          |
| 3e                     | Ineos Grenadiers                   | Royaume-Uni            | + 22 min 56 s          |
| 4e                     | Intermarché-Wanty-Gobert Matériaux | Belgique               | + 28 min 39 s          |
| 5e                     | Movistar Team                      | Espagne                | + 35 min 37 s          |

| Classement par équipes | Classement par équipes             | Classement par équipes | Classement par équipes |
| Équipe                 | Équipe                             | Pays                   | Temps                  |
| ---------------------- | ---------------------------------- | ---------------------- | ---------------------- |
| 1re                    | Jumbo-Visma                        | Pays-Bas               | 87 h 38 min 30 s       |
| 2e                     | Bahrain Victorious                 | Bahreïn                | + 13 min 40 s          |
| 3e                     | Ineos Grenadiers                   | Royaume-Uni            | + 22 min 56 s          |
| 4e                     | Intermarché-Wanty-Gobert Matériaux | Belgique               | + 28 min 39 s          |
| 5e                     | Movistar Team                      | Espagne                | + 35 min 37 s          |

## Classements UCI
La course attribue des points au Classement mondial UCI 2022 selon le barème suivant :
| Position           | 1er | 2e  | 3e  | 4e  | 5e  | 6e  | 7e  | 8e  | 9e  | 10e | 11e | 12e | 13e | 14e | 15e | 16e à 20e | 21e à 30e | 31e à 50e | 51e à 55e | 56e à 60e |
| Classement général | 500 | 400 | 325 | 275 | 225 | 175 | 150 | 125 | 100 | 80  | 70  | 60  | 50  | 40  | 35  | 30        | 20        | 10        | 5         | 3         |
| Par étapes         | 60  | 25  | 10  |     |     |     |     |     |     |     |     |     |     |     |     |           |           |           |           |           |
| Leader             | 10  |     |     |     |     |     |     |     |     |     |     |     |     |     |     |           |           |           |           |           |

## Évolution des classements
| Étape              |                             | Vainqueur _       | Classement général | Classement par points | Meilleur grimpeur | Meilleur jeune     | Super-combatif        | Meilleure équipe      |
| ------------------ | --------------------------- | ----------------- | ------------------ | --------------------- | ----------------- | ------------------ | --------------------- | --------------------- |
| 1re étape          | étape vallonnée             | Wout van Aert     | Wout van Aert      | Wout van Aert         | Pierre Rolland    | Ethan Hayter       | Pierre Rolland        | EF Education-EasyPost |
| 2e étape           | étape vallonnée             | Alexis Vuillermoz | Alexis Vuillermoz  | Wout van Aert         | Alexis Vuillermoz | Kevin Vermaerke    | Alexis Vuillermoz     | Arkéa-Samsic          |
| 3e étape           | étape vallonnée             | David Gaudu       | Wout van Aert      | Wout van Aert         | Pierre Rolland    | Matteo Jorgenson   | Sebastian Schönberger | Bahrain Victorious    |
| 4e étape           | contre-la-montre individuel | Filippo Ganna     | Wout van Aert      | Wout van Aert         | Pierre Rolland    | Ethan Hayter       | non attribué          | Jumbo-Visma           |
| 5e étape           | étape vallonnée             | Wout van Aert     | Wout van Aert      | Wout van Aert         | Pierre Rolland    | Ethan Hayter       | Benjamin Thomas       | Jumbo-Visma           |
| 6e étape           | étape de moyenne montagne   | Valentin Ferron   | Wout van Aert      | Wout van Aert         | Pierre Rolland    | Ethan Hayter       | Geoffrey Bouchard     | Jumbo-Visma           |
| 7e étape           | étape de montagne           | Carlos Verona     | Primož Roglič      | Wout van Aert         | Pierre Rolland    | Tobias Johannessen | Carlos Verona         | Jumbo-Visma           |
| 8e étape           | étape de montagne           | Jonas Vingegaard  | Primož Roglič      | Wout van Aert         | Pierre Rolland    | Tobias Johannessen | Michael Storer        | Jumbo-Visma           |
| Classements finals | Classements finals          |                   | Primož Roglič      | Wout van Aert         | Pierre Rolland    | Tobias Johannessen | non attribué          | Jumbo-Visma           |

## Liste des participants
| Légende                             | Légende                                                                                                  | Légende                                | Légende                                                                                                  |
| ----------------------------------- | --- | -------------------------------------- | --- |
| Num                                 | Dossard de départ porté par le coureur sur ce Critérium du Dauphiné                                      | Pos                                    | Position finale au classement général                                                                    |
| Leader du classement général        | Indique le vainqueur du classement général                                                               | Leader du classement par points        | Indique le vainqueur du classement par points                                                            |
| Leader du classement de la montagne | Indique le vainqueur du classement de la montagne                                                        | Leader du classement du meilleur jeune | Indique le vainqueur du classement du meilleur jeune                                                     |
|                                     | Indique un maillot de champion national ou mondial, suivi de sa spécialité                               | #                                      | Indique la meilleure équipe                                                                              |
| NP                                  | Indique un coureur qui n'a pas pris le départ d'une étape, suivi du numéro de l'étape où il s'est retiré | AB                                     | Indique un coureur qui n'a pas terminé une étape, suivi du numéro de l'étape où il s'est retiré          |
| HD                                  | Indique un coureur qui a terminé une étape hors des délais, suivi du numéro de l'étape                   | *                                      | Indique un coureur en lice pour le classement du meilleur jeune (coureurs nés après le 1er janvier 1995) |

| Ineos Grenadiers IGD | Ineos Grenadiers IGD         | Ineos Grenadiers IGD |
| -------------------- | ---------------------------- | -------------------- |
| Num                  | Coureur                      | Pos                  |
| 1                    | Tao Geoghegan Hart (GBR)     | 8e                   |
| 2                    | Andrey Amador (CRC)          | 88e                  |
| 3                    | Eddie Dunbar (IRL)           | 30e                  |
| 4                    | Laurens De Plus (BEL)        | 67e                  |
| 5                    | Filippo Ganna (ITA) (chrono) | 82e                  |
| 6                    | Ethan Hayter (GBR) (chrono)  | 15e                  |
| 7                    | Michał Kwiatkowski (POL)     | AB-6                 |

| Bora-Hansgrohe BOH | Bora-Hansgrohe BOH           | Bora-Hansgrohe BOH |
| ------------------ | ---------------------------- | ------------------ |
| Num                | Coureur                      | Pos                |
| 11                 | Patrick Konrad (AUT) (route) | 12e                |
| 12                 | Matteo Fabbro (ITA)          | 48e                |
| 13                 | Wilco Kelderman (NED)        | 28e                |
| 14                 | Jordi Meeus (BEL)            | NP-7               |
| 15                 | Nils Politt (GER)            | 65e                |
| 16                 | Lukas Pöstlberger (AUT)      | 106e               |
| 17                 | Matthew Walls (GBR)          | AB-5               |

| Bahrain Victorious TBV | Bahrain Victorious TBV  | Bahrain Victorious TBV |
| ---------------------- | ----------------------- | ---------------------- |
| Num                    | Coureur                 | Pos                    |
| 21                     | Jack Haig (AUS)         | 5e                     |
| 22                     | Phil Bauhaus (GER)      | AB-2                   |
| 23                     | Damiano Caruso (ITA)    | 4e                     |
| 24                     | Kamil Gradek (POL)      | 124e                   |
| 25                     | Heinrich Haussler (AUS) | AB-8                   |
| 26                     | Luis León Sánchez (ESP) | 23e                    |
| 27                     | Dylan Teuns (BEL)       | AB-8                   |

| Movistar Team MOV | Movistar Team MOV       | Movistar Team MOV |
| ----------------- | ----------------------- | ----------------- |
| Num               | Coureur                 | Pos               |
| 31                | Enric Mas (ESP)         | NP-8              |
| 32                | Imanol Erviti (ESP)     | AB-1              |
| 33                | Gorka Izagirre (ESP)    | 64e               |
| 34                | Mathias Norsgaard (DEN) | 121e              |
| 35                | Matteo Jorgenson (USA)  | 13e               |
| 36                | Gregor Mühlberger (AUT) | 63e               |
| 37                | Carlos Verona (ESP)     | 19e               |

| Jumbo-Visma TJV | Jumbo-Visma TJV             | Jumbo-Visma TJV |
| --------------- | --------------------------- | --------------- |
| Num             | Coureur                     | Pos             |
| 41              | Primož Roglič (SLO)         | 1er             |
| 42              | Tiesj Benoot (BEL)          | 71e             |
| 43              | Chris Harper (AUS)          | 108e            |
| 44              | Steven Kruijswijk (NED)     | 21e             |
| 45              | Christophe Laporte (FRA)    | AB-8            |
| 46              | Wout van Aert (BEL) (route) | 49e             |
| 47              | Jonas Vingegaard (DEN)      | 2e              |

| AG2R Citroën Team ACT | AG2R Citroën Team ACT        | AG2R Citroën Team ACT |
| --------------------- | ---------------------------- | --------------------- |
| Num                   | Coureur                      | Pos                   |
| 51                    | Ben O'Connor (AUS)           | 3e                    |
| 52                    | Geoffrey Bouchard (FRA)      | 36e                   |
| 53                    | Stan Dewulf (BEL)            | 89e                   |
| 54                    | Oliver Naesen (BEL)          | 77e                   |
| 55                    | Aurélien Paret-Peintre (FRA) | 50e                   |
| 56                    | Greg Van Avermaet (BEL)      | 93e                   |
| 57                    | Clément Venturini (FRA)      | 84e                   |

| Groupama-FDJ GFC | Groupama-FDJ GFC                      | Groupama-FDJ GFC |
| ---------------- | ------------------------------------- | ---------------- |
| Num              | Coureur                               | Pos              |
| 61               | David Gaudu (FRA)                     | 17e              |
| 62               | Bruno Armirail (FRA)                  | 55e              |
| 63               | Kevin Geniets (LUX) (route et chrono) | 32e              |
| 64               | Olivier Le Gac (FRA)                  | 98e              |
| 65               | Valentin Madouas (FRA)                | 45e              |
| 66               | Rudy Molard (FRA)                     | 37e              |
| 67               | Michael Storer (AUS)                  | 40e              |

| Israel-Premier Tech IPT | Israel-Premier Tech IPT       | Israel-Premier Tech IPT |
| ----------------------- | ----------------------------- | ----------------------- |
| Num                     | Coureur                       | Pos                     |
| 71                      | Christopher Froome (GBR)      | NP-7                    |
| 72                      | Simon Clarke (AUS)            | 68e                     |
| 73                      | Omer Goldstein (ISR) (chrono) | 73e                     |
| 74                      | Taj Jones (AUS)               | AB-6                    |
| 75                      | Guy Niv (ISR)                 | 97e                     |
| 76                      | James Piccoli (CAN)           | 53e                     |
| 77                      | Guy Sagiv (ISR)               | AB-7                    |

| Uno-X Pro Cycling Team UXT | Uno-X Pro Cycling Team UXT  | Uno-X Pro Cycling Team UXT |
| -------------------------- | --------------------------- | -------------------------- |
| Num                        | Coureur                     | Pos                        |
| 81                         | Tobias Johannessen (NOR)    | 10e                        |
| 82                         | Idar Andersen (NOR)         | 122e                       |
| 83                         | Anthon Charmig (DEN)        | 109e                       |
| 84                         | Niklas Eg (DEN)             | AB-1                       |
| 85                         | Anders Skaarseth (NOR)      | 52e                        |
| 86                         | Torjus Sleen (NOR)          | 81e                        |
| 87                         | Jonas Gregaard Wilsly (DEN) | 43e                        |

| Quick-Step Alpha Vinyl QST | Quick-Step Alpha Vinyl QST | Quick-Step Alpha Vinyl QST |
| -------------------------- | -------------------------- | -------------------------- |
| Num                        | Coureur                    | Pos                        |
| 91                         | Andrea Bagioli (ITA)       | 16e                        |
| 92                         | Mattia Cattaneo (ITA)      | 34e                        |
| 93                         | Rémi Cavagna (FRA) (route) | 70e                        |
| 94                         | Josef Černý (CZE) (chrono) | AB-2                       |
| 95                         | Dries Devenyns (BEL)       | AB-8                       |
| 96                         | Mikkel Honoré (DEN)        | 47e                        |
| 97                         | Jannik Steimle (GER)       | AB-8                       |

| BikeExchange-Jayco BEX | BikeExchange-Jayco BEX      | BikeExchange-Jayco BEX |
| ---------------------- | --------------------------- | ---------------------- |
| Num                    | Coureur                     | Pos                    |
| 101                    | Dylan Groenewegen (NED)     | NP-7                   |
| 102                    | Kevin Colleoni (ITA)        | 117e                   |
| 103                    | Luke Durbridge (AUS)        | 118e                   |
| 104                    | Alexander Edmondson (AUS)   | AB-8                   |
| 105                    | Tsgabu Grmay (ETH)          | 115e                   |
| 106                    | Amund Grøndahl Jansen (NOR) | 116e                   |
| 107                    | Nick Schultz (AUS)          | 26e                    |

| UAE Team Emirates UAD | UAE Team Emirates UAD      | UAE Team Emirates UAD |
| --------------------- | -------------------------- | --------------------- |
| Num                   | Coureur                    | Pos                   |
| 111                   | Brandon McNulty (USA)      | 11e                   |
| 112                   | Ivo Oliveira (POR)         | 110e                  |
| 113                   | Andrés Camilo Ardila (COL) | 87e                   |
| 114                   | Juan Ayuso (ESP)           | NP-6                  |
| 115                   | George Bennett (NZL)       | 20e                   |
| 116                   | Sebastián Molano (COL)     | DQ-6                  |
| 117                   | Oliviero Troia (ITA)       | AB-8                  |

| Trek-Segafredo TFS | Trek-Segafredo TFS                   | Trek-Segafredo TFS |
| ------------------ | ------------------------------------ | ------------------ |
| Num                | Coureur                              | Pos                |
| 121                | Antonio Tiberi (ITA)                 | 66e                |
| 122                | Julien Bernard (FRA)                 | 104e               |
| 123                | Kenny Elissonde (FRA)                | 22e                |
| 124                | Tony Gallopin (FRA)                  | 62e                |
| 125                | Toms Skujiņš (LAT) (route et chrono) | 33e                |
| 126                | Jasper Stuyven (BEL)                 | AB-8               |
| 127                | Antwan Tolhoek (NED)                 | 107e               |

| Cofidis COF | Cofidis COF           | Cofidis COF |
| ----------- | --------------------- | ----------- |
| Num         | Coureur               | Pos         |
| 131         | Benjamin Thomas (FRA) | 58e         |
| 132         | François Bidard (FRA) | 100e        |
| 133         | Thomas Champion (FRA) | 58e         |
| 134         | Eddy Finé (FRA)       | 103e        |
| 135         | Simon Geschke (GER)   | 38e         |
| 136         | Victor Lafay (FRA)    | 76e         |
| 137         | Hugo Toumire (FRA)    | 46e         |

| TotalEnergies TEN | TotalEnergies TEN          | TotalEnergies TEN |
| ----------------- | -------------------------- | ----------------- |
| Num               | Coureur                    | Pos               |
| 141               | Alexis Vuillermoz (FRA)    | 35e               |
| 142               | Edvald Boasson Hagen (NOR) | 95e               |
| 143               | Fabien Doubey (FRA)        | 85e               |
| 144               | Sandy Dujardin (FRA)       | AB-7              |
| 145               | Valentin Ferron (FRA)      | 119e              |
| 146               | Fabien Grellier (FRA)      | 99e               |
| 147               | Dries Van Gestel (BEL)     | 123e              |

| EF Education-EasyPost EFE | EF Education-EasyPost EFE | EF Education-EasyPost EFE |
| ------------------------- | ------------------------- | ------------------------- |
| Num                       | Coureur                   | Pos                       |
| 151                       | Mark Padun (UKR)          | 113e                      |
| 152                       | Ruben Guerreiro (POR)     | 9e                        |
| 153                       | Esteban Chaves (COL)      | 7e                        |
| 154                       | Owain Doull (GBR)         | 91e                       |
| 155                       | Jens Keukeleire (BEL)     | 102e                      |
| 156                       | Sean Quinn (USA)          | 80e                       |
| 157                       | James Shaw (GBR)          | 86e                       |

| Arkéa-Samsic ARK | Arkéa-Samsic ARK         | Arkéa-Samsic ARK |
| ---------------- | ------------------------ | ---------------- |
| Num              | Coureur                  | Pos              |
| 161              | Warren Barguil (FRA)     | 24e              |
| 162              | Maxime Bouet (FRA)       | 44e              |
| 163              | Anthony Delaplace (FRA)  | 78e              |
| 164              | Thibault Guernalec (FRA) | 96e              |
| 165              | Simon Guglielmi (FRA)    | 29e              |
| 166              | Matîs Louvel (FRA)       | 60e              |
| 167              | Łukasz Owsian (POL)      | 79e              |

| Intermarché-Wanty-Gobert Matériaux IWG | Intermarché-Wanty-Gobert Matériaux IWG | Intermarché-Wanty-Gobert Matériaux IWG |
| -------------------------------------- | -------------------------------------- | -------------------------------------- |
| Num                                    | Coureur                                | Pos                                    |
| 171                                    | Jan Hirt (CZE)                         | 18e                                    |
| 172                                    | Jan Bakelants (BEL)                    | 57e                                    |
| 173                                    | Kobe Goossens (BEL)                    | 27e                                    |
| 174                                    | Laurens Huys (BEL)                     | 90e                                    |
| 175                                    | Julius Johansen (DEN)                  | 125e                                   |
| 176                                    | Louis Meintjes (RSA)                   | 6e                                     |
| 177                                    | Hugo Page (FRA)                        | 69e                                    |

| Astana Qazaqstan Team AST | Astana Qazaqstan Team AST   | Astana Qazaqstan Team AST |
| ------------------------- | --------------------------- | ------------------------- |
| Num                       | Coureur                     | Pos                       |
| 181                       | Samuele Battistella (ITA)   | 94e                       |
| 182                       | Stefan de Bod (RSA)         | 42e                       |
| 183                       | Yuriy Natarov (KAZ)         | 105e                      |
| 184                       | Aleksandr Riabushenko (BLR) | 83e                       |
| 185                       | Javier Romo (ESP)           | 72e                       |
| 186                       | Simone Velasco (ITA)        | 59e                       |
| 187                       | Andrey Zeits (KAZ)          | 25e                       |

| Lotto-Soudal LTS | Lotto-Soudal LTS         | Lotto-Soudal LTS |
| ---------------- | ------------------------ | ---------------- |
| Num              | Coureur                  | Pos              |
| 191              | Steff Cras (BEL)         | 14e              |
| 192              | Carlos Barbero (ESP)     | 120e             |
| 193              | Filippo Conca (ITA)      | 74e              |
| 194              | Sébastien Grignard (BEL) | 101e             |
| 195              | Harry Sweeny (AUS)       | 92e              |
| 196              | Maxim Van Gils (BEL)     | 41e              |
| 197              | Xandres Vervloesem (BEL) | AB-8             |

| Team DSM DSM | Team DSM DSM             | Team DSM DSM |
| ------------ | ------------------------ | ------------ |
| Num          | Coureur                  | Pos          |
| 201          | Niklas Märkl (GER)       | AB-1         |
| 202          | Marco Brenner (GER)      | 114e         |
| 203          | Romain Combaud (FRA)     | 75e          |
| 204          | Mark Donovan (GBR)       | 39e          |
| 205          | Leon Heinschke (GER)     | AB-6         |
| 206          | Henri Vandenabeele (BEL) | AB-2         |
| 207          | Kevin Vermaerke (USA)    | 31e          |

| B&B Hotels-KTM BBK | B&B Hotels-KTM BBK          | B&B Hotels-KTM BBK |
| ------------------ | --------------------------- | ------------------ |
| Num                | Coureur                     | Pos                |
| 211                | Luca Mozzato (ITA)          | AB-7               |
| 212                | Franck Bonnamour (FRA)      | 61e                |
| 213                | Alexis Gougeard (FRA)       | AB-6               |
| 214                | Miguel Heidemann (GER)      | 111e               |
| 215                | Eliot Lietaer (BEL)         | 56e                |
| 216                | Pierre Rolland (FRA)        | 54e                |
| 217                | Sebastian Schönberger (AUT) | 51e                |

| Ineos Grenadiers IGD | Ineos Grenadiers IGD         | Ineos Grenadiers IGD |
| -------------------- | ---------------------------- | -------------------- |
| Num                  | Coureur                      | Pos                  |
| 1                    | Tao Geoghegan Hart (GBR)     | 8e                   |
| 2                    | Andrey Amador (CRC)          | 88e                  |
| 3                    | Eddie Dunbar (IRL)           | 30e                  |
| 4                    | Laurens De Plus (BEL)        | 67e                  |
| 5                    | Filippo Ganna (ITA) (chrono) | 82e                  |
| 6                    | Ethan Hayter (GBR) (chrono)  | 15e                  |
| 7                    | Michał Kwiatkowski (POL)     | AB-6                 |

| Bora-Hansgrohe BOH | Bora-Hansgrohe BOH           | Bora-Hansgrohe BOH |
| ------------------ | ---------------------------- | ------------------ |
| Num                | Coureur                      | Pos                |
| 11                 | Patrick Konrad (AUT) (route) | 12e                |
| 12                 | Matteo Fabbro (ITA)          | 48e                |
| 13                 | Wilco Kelderman (NED)        | 28e                |
| 14                 | Jordi Meeus (BEL)            | NP-7               |
| 15                 | Nils Politt (GER)            | 65e                |
| 16                 | Lukas Pöstlberger (AUT)      | 106e               |
| 17                 | Matthew Walls (GBR)          | AB-5               |

| Bahrain Victorious TBV | Bahrain Victorious TBV  | Bahrain Victorious TBV |
| ---------------------- | ----------------------- | ---------------------- |
| Num                    | Coureur                 | Pos                    |
| 21                     | Jack Haig (AUS)         | 5e                     |
| 22                     | Phil Bauhaus (GER)      | AB-2                   |
| 23                     | Damiano Caruso (ITA)    | 4e                     |
| 24                     | Kamil Gradek (POL)      | 124e                   |
| 25                     | Heinrich Haussler (AUS) | AB-8                   |
| 26                     | Luis León Sánchez (ESP) | 23e                    |
| 27                     | Dylan Teuns (BEL)       | AB-8                   |

| Movistar Team MOV | Movistar Team MOV       | Movistar Team MOV |
| ----------------- | ----------------------- | ----------------- |
| Num               | Coureur                 | Pos               |
| 31                | Enric Mas (ESP)         | NP-8              |
| 32                | Imanol Erviti (ESP)     | AB-1              |
| 33                | Gorka Izagirre (ESP)    | 64e               |
| 34                | Mathias Norsgaard (DEN) | 121e              |
| 35                | Matteo Jorgenson (USA)  | 13e               |
| 36                | Gregor Mühlberger (AUT) | 63e               |
| 37                | Carlos Verona (ESP)     | 19e               |

| Jumbo-Visma TJV | Jumbo-Visma TJV             | Jumbo-Visma TJV |
| --------------- | --------------------------- | --------------- |
| Num             | Coureur                     | Pos             |
| 41              | Primož Roglič (SLO)         | 1er             |
| 42              | Tiesj Benoot (BEL)          | 71e             |
| 43              | Chris Harper (AUS)          | 108e            |
| 44              | Steven Kruijswijk (NED)     | 21e             |
| 45              | Christophe Laporte (FRA)    | AB-8            |
| 46              | Wout van Aert (BEL) (route) | 49e             |
| 47              | Jonas Vingegaard (DEN)      | 2e              |

| AG2R Citroën Team ACT | AG2R Citroën Team ACT        | AG2R Citroën Team ACT |
| --------------------- | ---------------------------- | --------------------- |
| Num                   | Coureur                      | Pos                   |
| 51                    | Ben O'Connor (AUS)           | 3e                    |
| 52                    | Geoffrey Bouchard (FRA)      | 36e                   |
| 53                    | Stan Dewulf (BEL)            | 89e                   |
| 54                    | Oliver Naesen (BEL)          | 77e                   |
| 55                    | Aurélien Paret-Peintre (FRA) | 50e                   |
| 56                    | Greg Van Avermaet (BEL)      | 93e                   |
| 57                    | Clément Venturini (FRA)      | 84e                   |

| Groupama-FDJ GFC | Groupama-FDJ GFC                      | Groupama-FDJ GFC |
| ---------------- | ------------------------------------- | ---------------- |
| Num              | Coureur                               | Pos              |
| 61               | David Gaudu (FRA)                     | 17e              |
| 62               | Bruno Armirail (FRA)                  | 55e              |
| 63               | Kevin Geniets (LUX) (route et chrono) | 32e              |
| 64               | Olivier Le Gac (FRA)                  | 98e              |
| 65               | Valentin Madouas (FRA)                | 45e              |
| 66               | Rudy Molard (FRA)                     | 37e              |
| 67               | Michael Storer (AUS)                  | 40e              |

| Israel-Premier Tech IPT | Israel-Premier Tech IPT       | Israel-Premier Tech IPT |
| ----------------------- | ----------------------------- | ----------------------- |
| Num                     | Coureur                       | Pos                     |
| 71                      | Christopher Froome (GBR)      | NP-7                    |
| 72                      | Simon Clarke (AUS)            | 68e                     |
| 73                      | Omer Goldstein (ISR) (chrono) | 73e                     |
| 74                      | Taj Jones (AUS)               | AB-6                    |
| 75                      | Guy Niv (ISR)                 | 97e                     |
| 76                      | James Piccoli (CAN)           | 53e                     |
| 77                      | Guy Sagiv (ISR)               | AB-7                    |

| Uno-X Pro Cycling Team UXT | Uno-X Pro Cycling Team UXT  | Uno-X Pro Cycling Team UXT |
| -------------------------- | --------------------------- | -------------------------- |
| Num                        | Coureur                     | Pos                        |
| 81                         | Tobias Johannessen (NOR)    | 10e                        |
| 82                         | Idar Andersen (NOR)         | 122e                       |
| 83                         | Anthon Charmig (DEN)        | 109e                       |
| 84                         | Niklas Eg (DEN)             | AB-1                       |
| 85                         | Anders Skaarseth (NOR)      | 52e                        |
| 86                         | Torjus Sleen (NOR)          | 81e                        |
| 87                         | Jonas Gregaard Wilsly (DEN) | 43e                        |

| Quick-Step Alpha Vinyl QST | Quick-Step Alpha Vinyl QST | Quick-Step Alpha Vinyl QST |
| -------------------------- | -------------------------- | -------------------------- |
| Num                        | Coureur                    | Pos                        |
| 91                         | Andrea Bagioli (ITA)       | 16e                        |
| 92                         | Mattia Cattaneo (ITA)      | 34e                        |
| 93                         | Rémi Cavagna (FRA) (route) | 70e                        |
| 94                         | Josef Černý (CZE) (chrono) | AB-2                       |
| 95                         | Dries Devenyns (BEL)       | AB-8                       |
| 96                         | Mikkel Honoré (DEN)        | 47e                        |
| 97                         | Jannik Steimle (GER)       | AB-8                       |

| BikeExchange-Jayco BEX | BikeExchange-Jayco BEX      | BikeExchange-Jayco BEX |
| ---------------------- | --------------------------- | ---------------------- |
| Num                    | Coureur                     | Pos                    |
| 101                    | Dylan Groenewegen (NED)     | NP-7                   |
| 102                    | Kevin Colleoni (ITA)        | 117e                   |
| 103                    | Luke Durbridge (AUS)        | 118e                   |
| 104                    | Alexander Edmondson (AUS)   | AB-8                   |
| 105                    | Tsgabu Grmay (ETH)          | 115e                   |
| 106                    | Amund Grøndahl Jansen (NOR) | 116e                   |
| 107                    | Nick Schultz (AUS)          | 26e                    |

| UAE Team Emirates UAD | UAE Team Emirates UAD      | UAE Team Emirates UAD |
| --------------------- | -------------------------- | --------------------- |
| Num                   | Coureur                    | Pos                   |
| 111                   | Brandon McNulty (USA)      | 11e                   |
| 112                   | Ivo Oliveira (POR)         | 110e                  |
| 113                   | Andrés Camilo Ardila (COL) | 87e                   |
| 114                   | Juan Ayuso (ESP)           | NP-6                  |
| 115                   | George Bennett (NZL)       | 20e                   |
| 116                   | Sebastián Molano (COL)     | DQ-6                  |
| 117                   | Oliviero Troia (ITA)       | AB-8                  |

| Trek-Segafredo TFS | Trek-Segafredo TFS                   | Trek-Segafredo TFS |
| ------------------ | ------------------------------------ | ------------------ |
| Num                | Coureur                              | Pos                |
| 121                | Antonio Tiberi (ITA)                 | 66e                |
| 122                | Julien Bernard (FRA)                 | 104e               |
| 123                | Kenny Elissonde (FRA)                | 22e                |
| 124                | Tony Gallopin (FRA)                  | 62e                |
| 125                | Toms Skujiņš (LAT) (route et chrono) | 33e                |
| 126                | Jasper Stuyven (BEL)                 | AB-8               |
| 127                | Antwan Tolhoek (NED)                 | 107e               |

| Cofidis COF | Cofidis COF           | Cofidis COF |
| ----------- | --------------------- | ----------- |
| Num         | Coureur               | Pos         |
| 131         | Benjamin Thomas (FRA) | 58e         |
| 132         | François Bidard (FRA) | 100e        |
| 133         | Thomas Champion (FRA) | 58e         |
| 134         | Eddy Finé (FRA)       | 103e        |
| 135         | Simon Geschke (GER)   | 38e         |
| 136         | Victor Lafay (FRA)    | 76e         |
| 137         | Hugo Toumire (FRA)    | 46e         |

| TotalEnergies TEN | TotalEnergies TEN          | TotalEnergies TEN |
| ----------------- | -------------------------- | ----------------- |
| Num               | Coureur                    | Pos               |
| 141               | Alexis Vuillermoz (FRA)    | 35e               |
| 142               | Edvald Boasson Hagen (NOR) | 95e               |
| 143               | Fabien Doubey (FRA)        | 85e               |
| 144               | Sandy Dujardin (FRA)       | AB-7              |
| 145               | Valentin Ferron (FRA)      | 119e              |
| 146               | Fabien Grellier (FRA)      | 99e               |
| 147               | Dries Van Gestel (BEL)     | 123e              |

| EF Education-EasyPost EFE | EF Education-EasyPost EFE | EF Education-EasyPost EFE |
| ------------------------- | ------------------------- | ------------------------- |
| Num                       | Coureur                   | Pos                       |
| 151                       | Mark Padun (UKR)          | 113e                      |
| 152                       | Ruben Guerreiro (POR)     | 9e                        |
| 153                       | Esteban Chaves (COL)      | 7e                        |
| 154                       | Owain Doull (GBR)         | 91e                       |
| 155                       | Jens Keukeleire (BEL)     | 102e                      |
| 156                       | Sean Quinn (USA)          | 80e                       |
| 157                       | James Shaw (GBR)          | 86e                       |

| Arkéa-Samsic ARK | Arkéa-Samsic ARK         | Arkéa-Samsic ARK |
| ---------------- | ------------------------ | ---------------- |
| Num              | Coureur                  | Pos              |
| 161              | Warren Barguil (FRA)     | 24e              |
| 162              | Maxime Bouet (FRA)       | 44e              |
| 163              | Anthony Delaplace (FRA)  | 78e              |
| 164              | Thibault Guernalec (FRA) | 96e              |
| 165              | Simon Guglielmi (FRA)    | 29e              |
| 166              | Matîs Louvel (FRA)       | 60e              |
| 167              | Łukasz Owsian (POL)      | 79e              |

| Intermarché-Wanty-Gobert Matériaux IWG | Intermarché-Wanty-Gobert Matériaux IWG | Intermarché-Wanty-Gobert Matériaux IWG |
| -------------------------------------- | -------------------------------------- | -------------------------------------- |
| Num                                    | Coureur                                | Pos                                    |
| 171                                    | Jan Hirt (CZE)                         | 18e                                    |
| 172                                    | Jan Bakelants (BEL)                    | 57e                                    |
| 173                                    | Kobe Goossens (BEL)                    | 27e                                    |
| 174                                    | Laurens Huys (BEL)                     | 90e                                    |
| 175                                    | Julius Johansen (DEN)                  | 125e                                   |
| 176                                    | Louis Meintjes (RSA)                   | 6e                                     |
| 177                                    | Hugo Page (FRA)                        | 69e                                    |

| Astana Qazaqstan Team AST | Astana Qazaqstan Team AST   | Astana Qazaqstan Team AST |
| ------------------------- | --------------------------- | ------------------------- |
| Num                       | Coureur                     | Pos                       |
| 181                       | Samuele Battistella (ITA)   | 94e                       |
| 182                       | Stefan de Bod (RSA)         | 42e                       |
| 183                       | Yuriy Natarov (KAZ)         | 105e                      |
| 184                       | Aleksandr Riabushenko (BLR) | 83e                       |
| 185                       | Javier Romo (ESP)           | 72e                       |
| 186                       | Simone Velasco (ITA)        | 59e                       |
| 187                       | Andrey Zeits (KAZ)          | 25e                       |

| Lotto-Soudal LTS | Lotto-Soudal LTS         | Lotto-Soudal LTS |
| ---------------- | ------------------------ | ---------------- |
| Num              | Coureur                  | Pos              |
| 191              | Steff Cras (BEL)         | 14e              |
| 192              | Carlos Barbero (ESP)     | 120e             |
| 193              | Filippo Conca (ITA)      | 74e              |
| 194              | Sébastien Grignard (BEL) | 101e             |
| 195              | Harry Sweeny (AUS)       | 92e              |
| 196              | Maxim Van Gils (BEL)     | 41e              |
| 197              | Xandres Vervloesem (BEL) | AB-8             |

| Team DSM DSM | Team DSM DSM             | Team DSM DSM |
| ------------ | ------------------------ | ------------ |
| Num          | Coureur                  | Pos          |
| 201          | Niklas Märkl (GER)       | AB-1         |
| 202          | Marco Brenner (GER)      | 114e         |
| 203          | Romain Combaud (FRA)     | 75e          |
| 204          | Mark Donovan (GBR)       | 39e          |
| 205          | Leon Heinschke (GER)     | AB-6         |
| 206          | Henri Vandenabeele (BEL) | AB-2         |
| 207          | Kevin Vermaerke (USA)    | 31e          |

| B&B Hotels-KTM BBK | B&B Hotels-KTM BBK          | B&B Hotels-KTM BBK |
| ------------------ | --------------------------- | ------------------ |
| Num                | Coureur                     | Pos                |
| 211                | Luca Mozzato (ITA)          | AB-7               |
| 212                | Franck Bonnamour (FRA)      | 61e                |
| 213                | Alexis Gougeard (FRA)       | AB-6               |
| 214                | Miguel Heidemann (GER)      | 111e               |
| 215                | Eliot Lietaer (BEL)         | 56e                |
| 216                | Pierre Rolland (FRA)        | 54e                |
| 217                | Sebastian Schönberger (AUT) | 51e                |